# Yusuf Yerkel

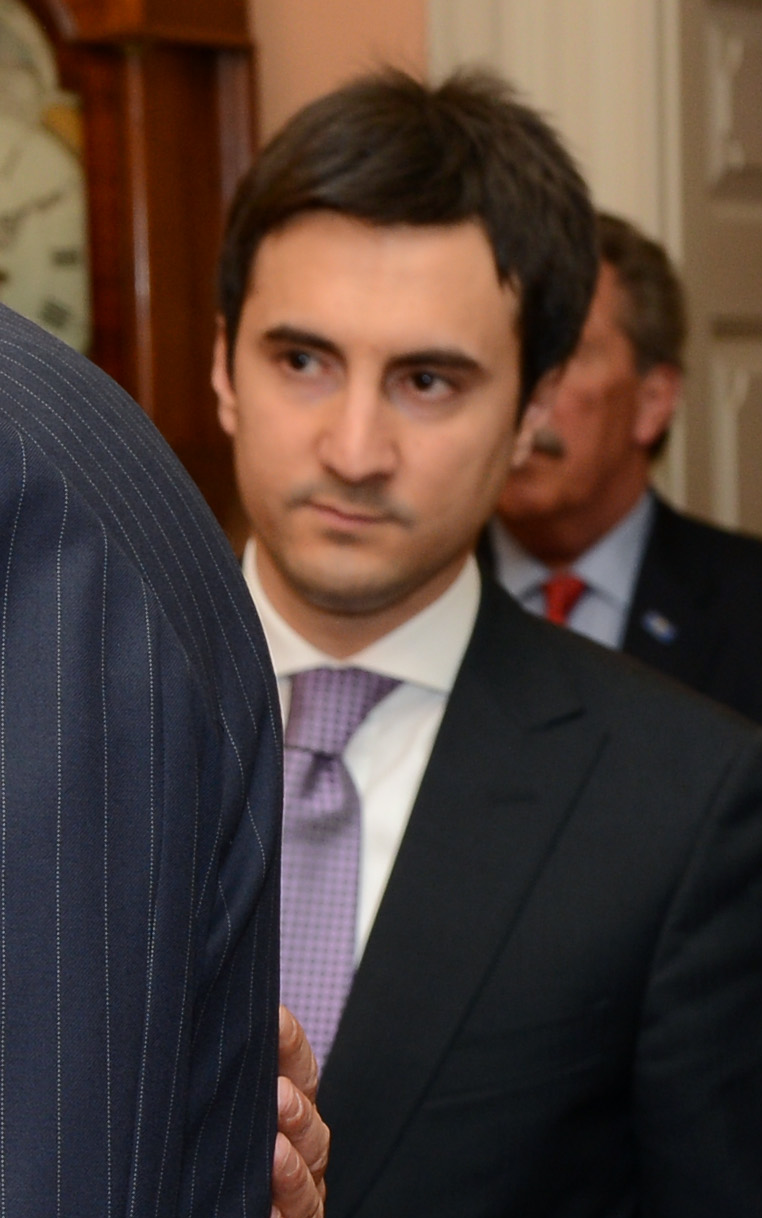
Yusuf Yerkel

Yusuf Yerkel (* 1984 in Ankara) ist ein türkischer Beamter. International wurde er bekannt, als er als stellvertretender Stabschef des türkischen Ministerpräsidenten bei dem Grubenunglück von Soma auf einen Demonstranten eintrat. Zurzeit ist Yerkel Handelsattaché beim türkischen Generalkonsulat in Frankfurt a. M.

## Werdegang
Yerkel studierte an der Fatih Üniversitesi Internationale Beziehungen und schloss anschließend an der Universität von Exeter einen Master ab. Mit seinem Artikel aus dem Jahr 2011 mit dem Titel From Akçura to Davutoğlu: The Strategic Mentality of Turkish Foreign Policy gewann der Student einen Preis bei einer AKP-nahen Veranstaltung Türk Dış Politikası.
Bei Demonstrationen des Grubenunglücks von Soma trat Yerkel auf einen Demonstranten, welcher am Boden lag. Die Szene wurde von Pressefotografen festgehalten. Der Stabschef wurde von Erdoğan entlassen, blieb jedoch im Umfeld von Erdoğan beschäftigt. Yerkel entschuldigte sich später beim Demonstrant.
Während der Black-Lives-Matter-Proteste zur Tötung von George Floyd veröffentlichte Yerkel auf Twitter, dass die Proteste so eine Größe annahmen, zeige die Banalität des Bösen nach Hannah Arendt, und fügte noch hinzu, dass ein normaler weißer Polizist seine tägliche Arbeit machte und mit seiner Grausamkeit den Wendepunkt einleitete. Er stellte damit einen Vergleich mit dem Buch Eichmann in Jerusalem. Ein Bericht von der Banalität des Bösen und der rassistischen Tötung eines Schwarzen dar. Yerkel wurde jedoch kritisiert, dass er selbst übertriebene Gewalt bei den Grubenprotesten ausübte, als er im Staatsdienst stand. Diese Verurteilung der Gewalt sahen jedoch die Kommentatoren als Versuch, von der Gewalt der eigenen türkischen Polizei abzulenken.
Im Januar 2022 wurde Yerkel zum Handelsattaché für das Generalkonsulat in Frankfurt ernannt. Seine Ernennung löste jedoch in Deutschland Proteste aus. Im Jahr 2025 wurde Yerkel in das UEFA HatTrick Komitee gewählt.

## Privates
Yusuf Yerkel heiratete am 26. Dezember 2011 Sümeyra Keleş Yerkel. Die Hochzeit wurde von Melih Gökçek, dem Bürgermeister von Ankara, geleitet. Trauzeugen waren Bekir Bozdağ, Ahmet Davutoğlu und der serbische Außenminister Vuk Jeremić. Es nahmen zehn Minister an dieser Hochzeit teil. Das Paar hat zwei Söhne, von denen einer im Juni 2022 dreijährig starb.